# Бальб, Иоганн
Иоганн Бальб, или Иоанн Генуэзский (лат. Johannes Balbus; лат. Johannes de Janua; XIII век, Генуя — 1298) — итальянский филолог и лексикограф. Доминиканский монах.
Уже в преклонном возрасте раздал своё имущество беднякам Генуи и вступил в доминиканский орден. О его прежней жизни сведений нет.
Стал известен благодаря своей латинской грамматике, «Summa Grammaticalis», более известной как «Католикон». По всей видимости, это первая лексикографическая работа, в которой появляется полный алфавитный порядок (от первой до последней буквы каждого слова) . Книга состоит из курсов по орфографии, этимологии, грамматики, просодии, риторике и этимологического словаря латинского языка (primae, mediae et infimae Latinitatis). Учебник был высоко оценен, и использовался более чем столетие после своего появления. Он удостоился как высокой похвалы, так и чрезмерной критики. Эразм Роттердамский критикует его в своих работах «De Ratione Studiorum» и «Colloquia». В ответ на эту критику Леандро Альберти написал сочинение в защиту «Католикона».
Кроме «Католикона», Иоганн написал «Liber Theologiae qui vocatur Dialogus de Quaestionibus Animae ad Spiritum» и «Quoddam opus ad inveniendum festa mobilia». Также ему приписывается «A Postilla super Joannem and a Tractatus de Omnipotentia Dei».